# Мартынова, Анастасия Геннадьевна
Анастасия Геннадьевна Мартынова (род. 14 июня 1989, Выборг) — российский историк, искусствовед, историк искусства, член ИКОМОС, популяризатор научных знаний, блогер.

## Биография
В 2012 году окончила исторический факультет Ленинградского государственного университета им. А. С. Пушкина, в 2017 году там же с отличием аспирантуру по специальности искусствоведение.
Уникальный исследователь художественной жизни Скандинавских стран, города Выборга. Автор ряда монографий, многочисленных научных, научно-популярных и публицистических материалов. Ни в российской, ни в финской историографии подобных авторских, оригинальных комплексных исследований «по обе стороны границы» ранее никогда не проводилось и не предпринималась попытка охватить столь обширный временной период вплоть до XX столетия.
Автор единственной фундаментальной монографии на русском языке о выдающемся финском художнике-символисте Хуго Герхарде Симберге (1873—1917) («Хуго Симберг», 2020).
Книги находятся в научных учреждениях и частных собраниях России, Финляндии, Швеции, Германии, США, Канады, Франции, Дании, Австралии, Новой Зеландии, Норвегии, Эстонии, Латвии. Среди них: Национальный архив Финляндии (Хельсинки), Национальная библиотека Финляндии (Хельсинки), Университетская библиотека Гумбольдта в Берлине, Баварская государственная библиотека, частная библиотека Джона Эллиса Боулта.
Автор научных изысканий о Рерихах в Выборге (2012—2019 гг.), идеи увековечения памяти и проекта, автор памятной доски (Выборг, Тургенева, д. 8) (2019), установленной в центре Выборга и посвящённой пребыванию выдающегося художника Н. К. Рериха с супругой Е. И. Рерих и сыновьями Ю. Н. Рерихом и С. Н. Рерихом в Выборге (1918—1919). Проект памятной доски поддержали множество известных людей, в частности чрезвычайный и полномочный посол РФ, российский дипломат А. П. Лосюков, известный российский учёный А. А. Мелик-Пашаев. Данные о пребывании Рерихов в Выборге искусствовед собирала по крупицам, изучила десятки документов и закрепила печатным словом в монографиях и научных статьях ходившие слухи. Изначально материал планировался чёрный гранит, но от него отказались и доска была выполнена из серого гранита.
Проект памятной доски Н. К. Рериху в Выборге получил Приз зрительских симпатий в номинации «Мой квартал» петербургской премии «Город действия» (2020).
Учёный оказывает поддержку исследователям в поисках архивных материалов. 
Побывав в 2016 году у родственников известного финского художника, выборжанина Вайно Раутио, А. Мартынова узнала, что сохранилась тетрадь 1941 года, в которой были сделаны зарисовки трех русских солдат-военнопленных (А. Чупина, Ф. Матвеева, М. Комарова), своей рукой подписавших рисунки. Опыт поисковой, археологической и архивной работы позволил найти родственников солдата А. Чупина, передав им электронную копию зарисовки. 
В 2019 году с помощью историка искусства Анастасии Мартыновой удалось найти чертежи старинного дома Aseman Talo в Кузнечном. До этого никто не был уверен, что они сохранились до наших дней. Теперь дом восстанавливается по аутентичным чертежам. 
Исследователь истории художественной жизни Скандинавии и Выборга, рассматривает её в тесной связи с общеисторическим и культурологическим контекстом эпохи. А. Мартынову интересуют как проблемы крупного масштаба, отразившиеся в сочинениях монографического характера («Выборг, парк Монрепо и окрестности в творчестве художников XVI—XIX вв.»), так и частные вопросы, которые она раскрывает с исчерпывающей полнотой. 
До издания книг выпустила семь коллекционных наборов художественных открыток, посвящённых живописцам и графикам Выборга.
Искусствовед имеет в своём архиве около 2000 изображений живописных и графических полотен Выборга и окрестностей XVI — нач. XXI в., которые были собраны (2012—2020) как в научных учреждениях России, так и зарубежных стран. Осуществила атрибуцию ряда выборгских живописных и графических работ, сбор и систематизацию сведений о 250 художниках (в том числе выдающихся). Предложила ввести в научный оборот новый термин «ностальгический пейзаж».
В 2016 году на открытии выборгского ресторана «Эспиля» представила совместный проект с администрацией ресторана — авторскую фотокопию на холсте (единственная фотокопия в России, полотно никогда в РФ не выставлялось) — картину Т. Пааканена с изображением ресторана 1930-х годов. Искусствоведческую аннотацию можно прочесть на табличке (под картиной) в самом ресторане. Оказала помощь (перевод старинного меню «Эспиля» 1-й трети XX века) в разработке эксклюзивного меню (2016), пользующегося ныне популярностью у гостей заведения.
Центральным экспонатом известной выставки «Помни о Севере…» (апрель — июль 2018 г., Выборгский замок), которая была инициирована компанией Норникель в рамках проекта «Освоение Севера: тысяча лет успеха», была работа Н. К. Рериха «Выборгская крепость», обнаруженная А. Мартыновой в фондовой коллекции ГМИИ (Москва), и введённая ею в научный оборот в 2016 году. Искусствоведом была установлена предварительная датировка полотна (ок.1918—1919 гг.). Эту неизвестную картину впервые представили публике на данной выставке.
В 2018 году искусствоведом при помощи исследователя Т. В. Ларкиной была введена в научный оборот ранее практически неизвестная зарисовка Рериха c изображением выборгского Ильинского храма (1892).
Автор инициативы (2017—2019 гг.) о названии улиц Выборга во вновь формирующемся районе «Петербургский» (на въезде в город) в честь выдающихся художников (в частности: ул. Рериха, ул. Шишкина, ул. Бенуа). В 2017 году Общественный совет по топонимике г. Выборга единогласно проголосовал (на основании научных исследований и инициативы А. Мартыновой) за название одной из выборгских улиц в честь Николая Рериха.
Автор русских субтитров (совместно с историком М. А. Ляминой и П. Гаврилюк) (2019—2020) фильма известного финского художника-экспрессиониста и журналиста Ээли Аалто «Мой Выборг» («Wiipurini», 1992). Редактор, переводчик (с фин., англ. яз.), автор вступительной статьи, примечаний книги «За его картинами» (издана на русском языке в Германии в 2019 году) Э. Аалто. Внучка художника, известная финская певица Саара Аалто, которая живёт в Лондоне, представляла Финляндию на Евровидении в 2018 году.
В 2019 году выдвигалась на пост Президента ИКОМОС Россия как кандидат от Петербургского отделения. Выборы нового президента, без сомнения, бывшие гвоздём программы конференции, проводились, как был объявлено, по рекомендованной Международным ИКОМОС процедуре. Анастасия Мартынова произнесла горячую предвыборную речь, рефреном которой звучала бесспорная молодость кандидата.
В 2020 году избиралась как кандидат от Российской Федерации в Правление Международного ИКОМОС на 20-й Генеральной ассамблее ИКОМОС (Сидней/ Австралия) а также на пост руководителя ICOMOS SDG Working Group Focal Point (устойчивое развитие, в связи с принятием ЦУР в ООН в 2015 г.) и вошла в шорт-лист из 4 кандидатов.
Постоянный участник всероссийских и международных конференций, выставок, симпозиумов, круглых столов. Лектор.
Выпускница Выборгской ДШИ (бывш. ДХШ) (2005).
Филантроп. Проект для приюта «Накормим котиков к Рождеству!» получил премию за вклад в развитие некоммерческого сектора Ленинградской области «Общественная инициатива 2018» в номинации «Победитель проекта «Молодёжный фандрайзинговый марафон». Необходимые финансовые средства были собраны в рекордные сроки, за три дня.
В 2021 году написала первую книгу об истории пандемии COVID-19, в доступной форме рассказывающую обо всех основных научных знаниях о коронавирусе SARS-CoV-2, основанную на личной истории. Это исследование на стыке наук: вирусологии, физики, математики, философии, социологии, демографии, лингвистики, этнографии, истории, искусствоведения.

## Краткая библиография
- Мартынова А. Г. Выборг в биографиях финских и русских художников XX — начала XXI века. — СПб.: СатисЪ, 2017. — 250 с. — ISBN 978-5-8000-0038-2. (включена финским правительством в программу «Suomi Finland 100» (2017)

- Мартынова А. Г. Выборг, парк Монрепо и окрестности в творчестве художников XVI—XIX веков. — СПб.: НП-Принт, 2018. — 304 с. — ISBN 978-5-901724-68-2. (включена Музейным ведомством Финляндии в программу Европейского года культурного наследия (2018)
- Мартынова А. Г. Выборг в финляндской и российской живописи и графике XX — нач. XXI в. — СПб.: НП-Принт, 2020. — 321 с.: ил. + 90 цв. вкл. — ISBN 978-5-6044484-4-1.
- Мартынова А. Г. Хуго Симберг. — СПб.: НП-Принт, 2020. — 474 с.: ил. + 50 цв. вкл. — ISBN 978-5-6044484-3-4.
- Мартынова А. Г. CICADA2020. Пекло. Хроника ковидного года. — СПб.: НП-Принт, 2022. — 488 с.: ил. — ISBN 978-5-6047379-1-0.
- Аалто Э. За его картинами / пер. (с фин., англ. яз), вступит. статья, примечания Мартыновой А. Г. — Norderstedt: BoD, 2019. — 114 c.: ил. — ISBN 978-952-339-258-8.
- Toim. Nuorteva J. & Hakala P. Pro Finlandia 4. Suomen tie itsenäisyyteen. Finlands väg till självständighet. — Bookwell Oy: Porvoo-Helsinki, 2017. — 752 s. — ISBN 978-951-37-7306-9. (Мартынова А. Г. соавтор коллективной монографии, материал «Pietarin ja Suomen välissä — taiteilija Ilija Repinin vuodet Kuokkalassa 1900—1930» о великом русском художнике Илье Ефимовиче Репине и Куоккала (ныне Репино) на финском и шведском языках; издание инициировано Правительством Финляндии и Национальным архивом)
- Мартынова А. Г., Мошник Ю. И. Северная держава Николая Рериха / каталог выставки (книга) «Помни о Севере» (созданная в рамках межмузейного проекта компании «Норникель»: «Освоение Севера: тысяча лет успеха»)[65]. — М.: РОССПЭН. — 2018. — С. 148—159.
- Böök N. ja Immonen K. (Toim.) Uno Ullberg. Viipurin arkkitehti. — Helsinki: Uno Ullberg -seura, 2020. — 416 s. — ISBN 978-952-5195-52-1. (Мартынова А. Г. соавтор коллективной, единственной монографии о выдающемся архитекторе Уно Ульберге[66])
- Мартынова А. Г. Мир графики Сергея Прушинского. — Выборг. — 2021.
- Мартынова А. Г. К вопросу о формировании художественного образа Выборга в советских линогравюрах / А. Г. Мартынова // Вестник Череповецкого государственного университета. — 2014. — № 8 (61). — С. 135—138.
- Мартынова А. Г. Советская живопись: особенности жизненного пути и творчества выборгского художника Александра Дмитриевича Агушева (1899—1988). Личность мастера в воспоминаниях современников // Театр. Живопись. Кино. Музыка (Ежеквартальный альманах. Учредитель Российский университет театрального искусства — ГИТИС). На обложке журнала картина А. Д. Агушева «Чаша Карелии», 1972. Автор фотофиксации Мартынова А. Г. — 2015. — № 2. — С. 61—78.
- Мартынова А. Г. Военный художник-гравёр Михаил Владимирович Маторин (1901—1976). Образ Выборга в линогравюрах художника // Научный журнал КубГАУ. Политематический сетевой научный журнал. — 2015. — № 111 (07).
- Мартынова А. Г. Три художника из Выборга // Научно-методический журнал «Искусство в школе» / Под ред. А. А. Мелик-Пашаева. — 2015. — № 6. — С. 36—39.
- Martynova A. Militärkonstnären och grafikern Michail Matorin (1901—76). Bilder från Viborg // Wiborgs Nyheter. — 2015. — Nr.1. 07.01.2015. — S. 19—20.
- Martynova A. Viborg i juni 1944 på Mikhail Matorins linoleumsnitt // Wiborgs Nyheter. — 2016. — Nr.1. 07.01.2016. — S.5.
- Martynova А. The Image of the City of Vyborg in the Engravings of the Martial Artist Mikhail Matorin (1901—1976) // American Journal of Arts and Design. — Vol. 2, No. 4. — 2017. —  P. 93—99. — doi: 10.11648/j.ajad.20170204.12.
- Martynova A. «Det finns en skola i Viborg…». Där Viborgs målare föds: Konstskolan för barn // Wiborgs Nyheter. — 2016. — Nr.1. 07.01.2016. — S.5.
- Мартынова А. Г. К вопросу художественного образа Выборга, парка Монрепо и окрестностей в финской живописи 1899—1926 гг. // Искусство и культура. — 2018. — № 4(32). — С. 41—46.
- Мартынова А. Г. Выборгский «ностальгический пейзаж» финских художников-переселенцев (эвакко) // Искусство и культура. — 2018. — № 2(30). — С. 41-46.
- Мартынова А. Г. Выборгский период семьи Рерихов (1903—1904, 1907, 1918—1919 гг.). Мемориальная доска и улица Н. Рериха в Выборге // Материалы XVIII Международной научно-практической конференции «Рериховское наследие» — СПб.: Издание СПбГМИСР. — 2019. — С. 257—274.
- Мартынова А. Г. Выборгский период художника Н. К. Рериха // Рериховское наследие: труды конференции. Т. XVII. Семья Рерихов на Востоке. Рерихи и их современники в годы Великого перелома (1917—1927). — СПб.: СПбГМИСР.— 2018. — С. 160—183.
- Martynova A. Nikolai Roerich Viipurissa // Akti. — 2/2017. — p. 22—23.
- Martynova A. Nicholas Roerich — konstnär i Viborg 1918—1919 // Wiborgs Nyheter. — 2018. — Nr.1. 07.01.2018. — S. 11.
- Путешествие по Выборгу, парку Монрепо и окрестностям в живописи и графике 16—нач. 21 в. с историком Анастасией Мартыновой / «Радио России», программа «Ветер в окно», рубрика «Городской наблюдатель». — 5 марта—25 июня 2019 г.[67]
- Мартынова А. Г. Уникальный выборгский скальный, пейзажный парк Монрепо в живописи и графике художников XVIII — начала XXI в. // Материалы XXV Царскосельской научной конференции «Сады и парки. Энциклопедия стиля». — 2019. — Ч.I. — С. 494—508.
- Мартынова А. Г. Образ Выборга и Карельского перешейка в живописи известного русского художника-передвижника Владимира Егоровича Маковского (1846—1920) // Сolloquium-journal. — № 7 (31). — 2019. — ISSN 25206990.
- Мартынова А. Г. К вопросу атрибуции живописного полотна А. Волоскова «Вид Выборга с моря ночью» (1847) // Сolloquium-journal. — № 6 (30). — 2019. — ISSN 25206990.
- Мартынова А. Г. «Возрождение послевоенной художественной жизни Выборга. Изостудия Николая Семёновича Соколова — «колыбель» выборгских художников. Учитель и его ученики» // Страницы Выборгской истории: сборник статей. Книга третья / Под ред. А. В. Мельнова. — Выборг: ГБУК ЛО «Выборгский объединённый музей-заповедник». — 2019. — С. 135—146.
- Мартынова А. Г. Выборгский художник Николай Семенович Соколов (1909 — 1983 гг.) // Сборник международной научно-практической конференции «XVII  Царскосельские чтения». — 2013. — Т.I. — C.172—175.
- Мартынова А. Г. Выборгский художник Киселёв Пётр Дмитриевич // Сборник материалов Международной научно-практической конференции «XIX Царскосельские чтения». — 2015. — Т.I. — С.122—125.
- Мартынова А. Г. Художник-самородок из Выборга Владимир Иванович Быков (1909—1995) // Сборник материалов Международной научно-практической конференции «XVIII Царскосельские чтения». — 2014. — T.I. — С. 168—171.
- Мартынова А. Г. Возрождённая Ильинская церковь города Выборга. Храм в графике художников XIX—XX веков. Неизвестный рисунок Н. К. Рериха // Сельские храмы. Незабытое: Труды Международной научно-практической конференции / Отв. ред. В. Л. Мельников. — Изборск: Издание Государственного историко-архитектурного и природно-ландшафтного музея-заповедника «Изборск». — 2019. — С. 60—70.
- Мартынова А. Г. Выборгские работы финских художников Бруно Туукканена, Лаури Валке, Топи Викстедта и Юхо Риссанена. Уникальная фреска Б. Туукканена, нуждающаяся в сохранении // Международный научно-практический журнал «Современные научные исследования и разработки». — 5(34) (май). — 2019. — С. 68—93.
- Мартынова А. Г. Выборг в жизни и творчестве русского художника Бориса Михайловича Кустодиева (1878—1927) // Вестник Томского государственного университета. Культурология и искусствоведение. — 2020. — № 37. — С.146—164.
- Мартынова А. Г. К вопросу влияния архетипов на образ Выборга в творчестве художников XX – начала XXI века // Пытанні мастацтвазнаўства, этналогіі і фалькларыстыкі. Вып. 24 / Цэнтр даследаванняў беларускай культуры, мовы і літаратуры НАН Беларусі; навук. рэд. А.І. Лакотка. — Мінск: Права і эканоміка. — 2018. — С. 100—106.
- Мартынова А. Г. Место выборгской темы в художественной жизни Финляндии // Сборник международной научно–практической конференции XX Юбилейных Царскосельских чтений (20—21 апреля 2016 г.) — 2016. — Т.I. — 165—168.
- Мартынова А. Г.  Искусствоведческий  обзор публицистических статей Е. Е. Кеппа о художниках // Вспоминая Кеппа: материалы краеведческой конференции, посвященной 90-летию со дня рождения Е. Е. Кеппа (1925—1997), жителя довоенного Петергофа, знаменитого выборгского краеведа, Почётного гражданина Выборга, ветерана Великой Отечественной войны. — 2015. — С. 119—135.
- Мартынова А. Г. Старый дом художника Алексея Летова // Сборник материалов XIV Международной научно-практической конференции «Проблемы филологии, культурологии, искусствоведения в свете современных исследований: сборник материалов XIV Международной научно-практической конференции», г. Махачкала. — 2015. — С. 36-37.
- Мартынова А. Г. Образ Выборга в творчестве финского художника Виктора Святишина // Вестник Ленинградского государственного университета им. А. С. Пушкина. — 2015. — №1 (Т.2). — С. 235—243.
- Мартынова А. Г. Обзор  временной выставки «Виды  Выборга  и парка Монрепо в акварелях Виктора Светихина» музея-заповедника «Павловск» // Научный журнал Российского института истории искусств Российской академии наук и Министерства культуры РФ «Временник Зубовского института». — 2015. — №1 (14). — С. 133—151.
- Мартынова А. Г. Акварелист Олег Игоревич Померанцев (1949—2012) как продолжатель традиций реалистического искусства. Художественный образ посёлка Кирилловское в акварельных и графических работах мастера // Научный журнал КубГАУ. Политематический сетевой научный журнал. — 2016. — № 123 (09). — Article ID1231609030.
- Мартынова А. Г. Выражение тоски в ностальгических работах выборгских художников эвакко // Санкт-Петербург и страны северной Европы — Спб.: Издание Русской христианской гуманитарной академии. — 2018. — №20(1). — С. 171—178.
- Мартынова А. Г. Выборг, Ильичево, Рощино, Горьковское в жизни и творчестве представителей художественной династии Бенуа: Юлия Юльевича Бенуа, братьев Альберта Николаевича, Александра Николаевича Бенуа, отца и сына Александра Александровича, Альберта Александровича Бенуа (Конских) // Международный научно-практический журнал «Современные научные исследования и разработки» — 4(33) (апрель). — 2019. — С. 208—219.
- Мартынова А. Г. Роль живописных и графических работ художников в комплексной реставрации исторических городов и поселений на примере города Выборга // Материалы IX Всероссийской конференции «Сохранение и возрождение малых исторических городов и сельских поселений: проблемы и перспективы» [Росрегионреставрация]. — 18-20 октября 2018, Выборг. — С. 121—130.
- Panteleeva I., Kreyndlin M., Tevkina A., Martynova A. Volcanoes of Kamchatka: Impending Threats for its Pristine Beauty // World Heritage Watch Report. — 2020. — P.41—43.
- Martynova A. Post disaster reconstruction and authenticity of cultural heritage of Russian Federation and Finland // ICOMOS GA2020 — 6 ISCs Joint Meeting: B. Post-disaster Management, Re-construction, and Authenticity. — 2020. — P.159—169.

###### Диссертация
- Мартынова А. Г. Выборг в произведениях русских и финских художников XX — начала XXI вв.: образно-художественный анализ. Диссертация на соискание учёной степени кандидата искусствоведения.

## Семья
- По семейной легенде, бабушка (по материнской линии) Зинаида Григорьевна Калицинская (в девичестве Раданевич) (29 сентября 1924, с. Поповцы, Копайгородский район, Винницкая область — 20 января 2008, Выборг) является правнучатой племянницей композитора П. И. Чайковского. В своих воспоминаниях «З. Г. Калицинская о поколениях» она отмечает: «Мой прадед — Авдей Фёдорович Чайковский был родным братом Петра Фёдоровича Чайковского (деда композитора). Мой дед — Станислав Авдеевич Чайковский и отец композитора — Илья Петрович — двоюродные братья (второе поколение). Третье поколение: моя мама — Ольга Станиславовна Чайковская, дочь Станислава Авдеевича — внучатая племянница Петра Ильича, родилась 13 августа 1893 года. И четвёртое поколение. Мы жили примерно в 15-18 верстах от Браилова: дед — Станислав Авдеевич, бабушка Феодосия Фёдоровна (Дозя), их дети: Тарения, Марцелина (Марфа), Ольга (моя мама), Юлия и сын Василь (умер). В 1924 году родилась я, и была у родителей единственной дочерью. Жили в усадьбе бабушки. Знала о Петре Ильиче Чайковском мало от бабушки Дози. Однажды мы с ней ходили в Браилов (≈1929—1930 гг.) в церковь (≈15 вёрст), шли босиком. Дошли до очень красивого пруда со склонёнными над ним плакучими ивами, отдохнули, помыли ноги, обули ботинки и пошли в церковь. Бабушка мне рассказывала о П. И. Чайковском, что здесь, в Браилове, он несколько раз отдыхал в имении богатой госпожи, и что я являюсь дальней родственницей — правнучатой племянницей Петра Ильича... В дальнейшем, я часто интересовалась жизнью и творчеством П. И. Чайковского, но в 1930-х—1940-х гг. всё складывалось так, что детально изучить, узнать о его жизни не представлялась мне возможность. Но при выходе в свет в Париже книги Н. Н. Берберовой «История одинокой жизни», где воспоминания А. К. Глазунова, С. В. Рахманинова, родственников Чайковского...появилась возможность узнать всё подробнее»[64].

- Прабабушка Ольга Станиславовна (Стаховна) Чайковская (13 августа 1893 — 19 марта 1970) (в замужестве Раданевич, супруг — Григорий Онуфриевич Раданевич, 1895 — погиб 5 января 1945) похоронена на выборгском Северном кладбище (Кангас).
- Бабушка — Зинаида Григорьевна Калицинская (в девичестве Раданевич) (29 сентября 1924, с. Поповцы, Копайгородский район, Винницкая область — 20 января 2008, Выборг), директор кинотеатра «Родина», работала в выборгской художественной галерее «Триада», театре «Святая крепость», труженик тыла в годы Великой Отечественной войны, награждена медалью «За доблестный труд в Великой Отечественной войне 1941—1945 гг.». Жена офицера[63].
- Дед — Александр Филимонович Калицинский (15 ноября 1912, с. Шевченково, Копайгородский район, Винницкая область — 29 января 2001, Выборг), военнослужащий, награждён орденом Красной Звезды, медалью за боевые заслуги «За победу над Германией в Великой Отечественной войне 1941—1945 гг.», «Медалью Жукова» и др[63].
- Мать — Жанна Александровна Мартынова (в девичестве Калицинская) (14 июня 1946, Раквере, Эстония — 30 декабря 2020, Санкт-Петербург), инженер-электроник, педагог высшей математики, переводчик, лектор[68], педагог английского языка и экскурсовод Бюро путешествий и экскурсий города Выборга. Работала со старейшими выборгскими экскурсоводами — И. Суришем, В. Морозовым, Н. Романовской и др. Имеет почётную награду Ветерана труда. Воспитала множество благодарных учеников[62][63].
- Жанна Александровна Мартынова (в девичестве Калицинская) (14 июня 1946, Раквере, Эстония — 30 декабря 2020, Санкт-Петербург), Зинаида Григорьевна Калицинская (в девичестве Раданевич) (29 сентября 1924, с. Поповцы, Копайгородский район, Винницкая область — 20 января 2008, Выборг) и Александр Филимонович Калицинский (15 ноября 1912, с. Шевченково, Копайгородский район, Винницкая область — 29 января 2001, Выборг) похоронены в семейно-родственной могиле кладбища Верхне-Черкасово Выборгского района на «почётной аллее», рядом с известным искусствоведом Е. Е. Кеппом[63].